# Асма Джахангір
Асма Джахангір (урду عاصمہ جہانگیر; 27 січня 1952, Лахор, Пакистан — 11 лютого 2018, Лахор) — пакистанська правозахисниця, адвокатка і громадська діячка, була однією із засновниць і головою Комісії з прав людини Пакистану. Обіймала керівні позиції в «Русі юристів», була спеціальною доповідачкою Організації Об'єднаних Націй з питань свободи віросповідання та переконань, а також піклувальницею в Міжнародній кризовій групі.

## Життєпис
Народилася 27 січня 1952 року в Лахорі, навчалася в монастирі Ісуса і Марії, потім здобула ступінь бакалавра у жіночому коледжі Кінерда; 1978 року стала бакалавром права в коледжі при Університеті Пенджабу. 1980 року вступила на роботу до Високого суду Лахора, а 1982 року — до Верховного суду.
У 1980-х роках стала демократичною активісткою і була поміщена до в'язниці 1983 року за участь у «Русі за відновлення демократії» проти військового правління генерала Мохаммада Зія-уль-Хака. 1986 року переїхала до Женеви, де була заступником голови Міжнародної організації захисту дітей до 1988 року, коли повернулася до Пакистану.
1987 року стала співзасновницею Комісії з прав людини Пакистану та її генеральним секретарем. 1993 року була підвищена на посаді і стала головою Комісії. У листопаді 2007 року була поміщена під домашній арешт після уведення режиму надзвичайного стану в Пакистані. Після того, як була однією з лідерок «Руху юристів» — стала першою жінкою Пакистану, яка зайняла посаду президента Асоціації адвокатів Верховного суду. Була співголовою Форуму Південної Азії з прав людини і віце-президентом Міжнародної федерації з прав людини. Від серпня 2004 до липня 2010 року Джахангір займала посаду спеціальної доповідачки Організації Об'єднаних Націй з питань свободи віросповідання та переконань, зокрема у складі комісії США з розслідування порушень прав людини на Шрі-Ланці й місії зі встановлення фактів наявності ізраїльських поселень на Західному березі річки Йордан і в секторі Газа. 2016 року була призначена спеціальною доповідачкою ООН щодо ситуації з правами людини в Ірані, і була на цій посаді аж до смерті в лютому 2018 року.

## Нагороди
Є лауреаткою кількох нагород, зокрема:
- премії «За правильний спосіб життя» 2014 року (разом з Едвардом Сноуденом) за «захист, відстоювання і заохочення прав людини в Пакистані в дуже складних ситуаціях і з великим особистим ризиком»;
- 2010 року — «Премії Свободи» і «Хілал-і-Імтіаз»;
- 2005 року — премії «Сітара-і-Імтіаз» і премії Рамона Магсайсая[en];
- 1995 року — премією імені Мартіна Енналса[en] і премії ЮНЕСКО / Більбао за розвиток культури прав людини.

Крім того, нагороджена Орденом Почесного легіону, а 2016 року юридичний факультет Пенсільванського університету присвоїв їй ступінь доктора наук.
Написала і видала дві книги: «The Hudood Ordinance: A Divine Sanction?» і «Children of a Lesser God».
23 березня 2018 року президент Пакистану Мамнуном Хусейном посмертно нагородив Асму Джахангір Орденом Досконалості за найвищий ступінь служіння державі та за дипломатичні заслуги.